# Han Zheng
Han Zheng (chinês simplificado: 韩正, pinyin: Hán Zhèng; 22 de abril de 1954) é um político chinês que atua como atual vice-presidente da República Popular da China desde 2023. Anteriormente, ele atuou como vice-primeiro-ministro sênior do Conselho de Estado em 2018. Ele também é líder do Grupo Principal Central para Assuntos de Hong Kong e Macau desde abril de 2018. De 2017 a 2022, ele atuou como membro do Comitê Permanente do Politburo do Partido Comunista Chinês (PCC). Han serviu como vice-secretário do partido e prefeito de Xangai entre 2003 e 2012. Em novembro de 2012, ele foi promovido a Secretário do Comitê do Partido Comunista Chinês e também ganhou um assento no Politburo do PCC.  Em 10 de março de 2023, Han Zheng, que deixou o comitê permanente do politburo em 2022, tornou-se o vice-presidente da China. 
Han já foi considerado um membro da Camarilha de Xangai, chefiada pelo ex-secretário-geral do partido, Jiang Zemin. 

## Início de carreira
Nasceu em Xangai, mas sua ascendência traça para a província vizinha de Chequião.  Ele começou a trabalhar como operário em um armazém nos últimos anos da Revolução Cultural. Ingressou no Partido Comunista Chinês em 1979. Ele então trabalhou em uma empresa de equipamentos químicos em uma função administrativa. A partir de 1986, Han começou a trabalhar como administrador sênior na faculdade municipal de engenharia química e depois como secretário do partido na Fábrica de Calçados de Borracha de Xangai. Em 1988, Han supervisionou a organização do partido na Fábrica de Calçados de Borracha da Grande China de Xangai e foi elogiado pelo então prefeito de Xangai, Zhu Rongji. 
Em junho de 1990, Han entrou oficialmente na organização da Liga da Juventude Comunista de Xangai e se tornaria seu vice-secretário encarregado do trabalho do dia-a-dia, depois elevado a secretário (chefe) em 1991. Em novembro de 1992 foi nomeado governador do distrito de Luwan. Durante seu mandato no distrito, Han liderou a iniciativa de revitalização da Huaihai Road, transformando a rua em um fascinante destino de compras. Han também se concentrou em consertar a ecologia do distrito e expandir seus espaços verdes. Ele então obteve um mestrado na Universidade Normal do Leste da China e ganhou o título de economista sênior. 
Em julho de 1995, Han foi nomeado vice-secretário-geral do governo municipal de Xangai, durante o qual foi responsável por um comitê de economia, a comissão de planejamento municipal e diretor do escritório responsável pelos regulamentos de valores mobiliários. Em Dezembro de 1997, foi nomeado pela primeira vez membro da Comissão Permanente do Partido municipal, passando a ocupar cargos subprovinciais. Em fevereiro de 1998, foi nomeado vice-prefeito de Xangai; em maio de 2002, foi nomeado vice-secretário do partido em Xangai. 
Han ingressou no Comitê Central do Partido Comunista Chinês no 16º Congresso do Partido em 2002. Em 2003, ele foi nomeado prefeito de Xangai aos 48 anos, o prefeito mais jovem que a cidade viu em cinquenta anos. Um defensor vocal do boom imobiliário de Xangai, Han tem uma imagem amplamente positiva com os cidadãos de Xangai por sua abertura e transparência. No entanto, por ter servido sob Chen Liangyu, o secretário do PCC em Xangai na época, Han apoiou muitas das políticas de Chen, principalmente aquelas que favoreciam o desenvolvimento regional de Xangai, em contraste com uma abordagem mais equilibrada favorecida pela liderança nacional.

## Carreira política

### Xangai

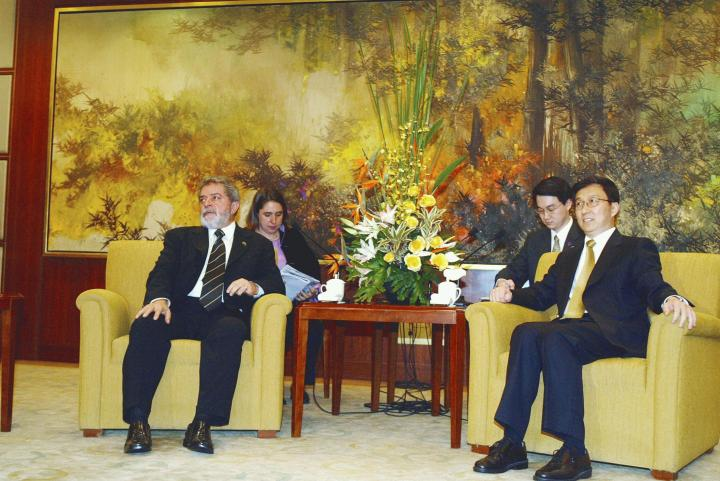
Han com o Presidente do Brasil, Luiz Inácio Lula da Silva em 2004

Em 25 de setembro de 2006, Han tornou-se secretário interino do Comitê do Partido de Xangai após a demissão de Chen Liangyu por causa de investigações de corrupção durante o escândalo previdenciário de Xangai. Com o que se acreditava serem mensagens severas enviadas pelo secretário-geral do Partido, Hu Jintao, Han liderou uma força-tarefa municipal para reprimir a corrupção em Xangai e, desde então, acredita-se que seja um leal a Hu. Seu mandato como secretário interino do partido em Xangai durou apenas cinco meses, quando em 24 de março de 2007, Xi Jinping foi "saltado" de pára-quedas para o escritório do secretário do Partido em Xangai do mesmo posto na província vizinha de Chequião. Mais tarde, Xi tornou-se membro do Comitê Permanente do Politburo do PCC após o 17º Congresso do Partido em outubro de 2007. No entanto, Han provou ser um "sobrevivente político", tendo servido sob os secretários do partido Chen Liangyu, Xi Jinping e Yu Zhengsheng no gabinete do prefeito.
Han assumiu o cargo de secretário do partido em novembro de 2012, logo após a conclusão do 18º Congresso do Partido, e também ganhou uma cadeira no 18º Politburo do Partido Comunista Chinês.

### Primeiro vice-primeiro-ministro
Han foi escolhido para ser membro do 19º Comitê Permanente do Politburo do PCC, o principal órgão de decisão da China, na 1ª Sessão Plenária do 19º Comitê Central do Partido Comunista Chinês em 25 de outubro de 2017.  Em março de 2018, o Congresso Nacional do Povo nomeou-o vice-primeiro-ministro do Conselho de Estado. Ele sucedeu como líder do Grupo Principal Central para Assuntos de Hong Kong e Macau em abril de 2018.
Em março de 2021, Han disse que as reformas eleitorais em Hong Kong, destinadas a reduzir o poder dos conselheiros distritais e aumentar o poder do comitê eleitoral, estavam sendo implementadas para "evitar a subversão". 
Em 23 de outubro de 2022, Han Zheng se aposentou do comitê permanente do politburo do PCC na primeira sessão plenária do 20º Comitê Central do Partido Comunista Chinês, aos 68 anos 

### Vice-presidente
Em 10 de março de 2023, Han Zheng foi eleito vice-presidente da China. 